# Advanced Peer-to-Peer Networking
Advanced Peer-to-Peer Networking (APPN) ist eine Erweiterung der Systems Network Architecture (SNA)-Protokollsuite von IBM aus dem Jahre 1985.
Bei der 'klassischen' IBM-Netzwerk-Architektur (SNA) ist die Kommunikation zweier peripherer Systeme (LUs, logical units) nur über eine zentrale Instanz (Mainframe mit SNA-Software, zum Beispiel VTAM) möglich, also 'abhängige (dependant) LUs'. 
APPN sieht nun diese peripheren Systeme als gleichberechtigte Partner (Peers), die auch ohne einen zentralen Steuermechanismus SNA-Verbindungen miteinander aufbauen können, als 'unabhängige Logical Units'.
Begünstigt wurde der Entwurf von APPN durch die seit der Einführung von SNA im Jahre 1974 stetig gestiegene Rechnerleistung auf der Endgeräte-Seite. Sah der klassische SNA-Entwurf noch 'dumme' Bildschirm- und Druckerterminals vor, so waren zwischenzeitlich immer mehr multifunktionale Systeme im Einsatz, auf denen die Terminal-Emulation, also die Bereitstellung der Benutzeroberfläche für eine Mainframe-Anwendung, nur noch einer von vielen Tasks war. Damit konnten diesen Systemen zusätzliche Aufgaben wie das selbständige Vermitteln von LU-LU-Sitzungen und das Aushandeln der optimalen Verbindung (Routing) übertragen werden.
APPN fand bei seiner Einführung zunächst nur wenig Beachtung, da es ausschließlich auf dem LU-Type 6.2 (APPC)-Protokoll aufsetzte. Damit war es für eine Ablösung der Mainframe-gestützten Dialoganwendungen auf der Basis des IBM 3270-Terminaltyps, historisch gewachsen 'abhängige Logical Units', ungeeignet.
Erst mit der Einführung von Dependent LU Server (auf dem Mainframe) und Dependent LU Requester (DLUS/DLUR) konnten die bislang verwendeten Terminals mit den SNA-Protokollen LU-Type 2 (3270-Bildschirmterminal), LU -Type 1 (Druckerterminal) und LU-Type 0 (frei definiert) auch im APPN-Netz, dem 'neuen SNA', vollumfänglich betrieben werden.
Seit seiner Vorstellung wurde APPN weiterentwickelt: Die Komponente High Performance Routing (HPR) unterstützt die optimale Nutzung von schnellen Leitungsverbindungen zwischen APPN-Knoten.
Die neue Flexibilität bedeutet allerdings auch eine Umgewöhnung bei der Administration: Wurden im klassischen SNA sämtliche Definitionen zentral auf dem Mainframe durchgeführt, so müssen sie im APPN-Modell verteilt erfolgen.